# Esteban Sáez
Esteban Andrés Sáez Moncada (Santiago de Chile, 6 de enero de 1986) es un futbolista chileno. Juega como defensa o mediocampista en Fernández Vial de la Primera B de Chile.

## Clubes
| Club                  | País    | Año       |
| --------------------- | ------- | --------- |
| Palestino             | Chile   | 2007-2009 |
| Cobresal              | Chile   | 2010      |
| Unión San Felipe      | Chile   | 2011      |
| Unión La Calera       | Chile   | 2012      |
| River Plate           | Uruguay | 2013      |
| Rangers de Talca      | Chile   | 2013-2014 |
| Lota Schwager         | Chile   | 2014-2015 |
| Iberia                | Chile   | 2015      |
| Malleco Unido         | Chile   | 2016-2017 |
| Deportes Valdivia     | Chile   | 2017-2019 |
| Deportes Puerto Montt | Chile   | 2020-2021 |
| Fernández Vial        | Chile   | 2021-Act. |

- Datos: Q5400833